# Kœur-la-Petite
Kœur-la-Petite és un municipi francès situat al departament del Mosa i a la regió del Gran Est. L'any 2007 tenia 261 habitants.

## Demografia

### Població
El 2007 la població de fet de Kœur-la-Petite era de 261 persones. Hi havia 99 famílies, de les quals 18 eren unipersonals (14 homes vivint sols i 4 dones vivint soles), 28 parelles sense fills, 39 parelles amb fills i 14 famílies monoparentals amb fills.
La població ha evolucionat segons el següent gràfic:
Habitants censats

### Habitatges
El 2007 hi havia 125 habitatges, 98 eren l'habitatge principal de la família, 14 eren segones residències i 13 estaven desocupats. 119 eren cases i 6 eren apartaments. Dels 98 habitatges principals, 87 estaven ocupats pels seus propietaris i 11 estaven llogats i ocupats pels llogaters; 7 tenien tres cambres, 28 en tenien quatre i 62 en tenien cinc o més. 75 habitatges disposaven pel capbaix d'una plaça de pàrquing. A 36 habitatges hi havia un automòbil i a 52 n'hi havia dos o més.

### Piràmide de població
La piràmide de població per edats i sexe el 2009 era:
| Homes | Edats   | Dones |
| ----- | ------- | ----- |
| 0     | 95 o +  | 0     |
| 0     | 90 a 94 | 0     |
| 4     | 85 a 89 | 4     |
| 0     | 80 a 84 | 4     |
| 4     | 75 a 79 | 4     |
| 0     | 70 a 74 | 4     |
| 8     | 65 a 69 | 8     |
| 4     | 60 a 64 | 4     |
| 12    | 55 a 59 | 4     |
| 16    | 50 a 54 | 8     |
| 16    | 45 a 49 | 12    |
| 0     | 40 a 44 | 16    |
| 12    | 35 a 39 | 12    |
| 0     | 30 a 34 | 8     |
| 28    | 25 a 29 | 8     |
| 12    | 20 a 24 | 16    |
| 16    | 15 a 19 | 28    |
| 8     | 10 a 14 | 16    |
| 12    | 5 a 9   | 4     |
| 12    | 0 a 4   | 8     |

## Economia
El 2007 la població en edat de treballar era de 167 persones, 122 eren actives i 45 eren inactives. De les 122 persones actives 108 estaven ocupades (60 homes i 48 dones) i 15 estaven aturades (9 homes i 6 dones). De les 45 persones inactives 18 estaven jubilades, 8 estaven estudiant i 19 estaven classificades com a «altres inactius».

### Ingressos
El 2009 a Kœur-la-Petite hi havia 114 unitats fiscals que integraven 303 persones, la mediana anual d'ingressos fiscals per persona era de 16.663 €.

### Activitats econòmiques
Dels 7 establiments que hi havia el 2007, 1 era d'una empresa alimentària, 3 d'empreses de construcció, 1 d'una empresa de comerç i reparació d'automòbils, 1 d'una empresa d'hostatgeria i restauració i 1 d'una empresa classificada com a «altres activitats de serveis».
Dels 4 establiments de servei als particulars que hi havia el 2009, 2 eren paletes, 1 electricista i 1 perruqueria.
L'únic establiment comercial que hi havia el 2009 era una fleca.
L'any 2000 a Kœur-la-Petite hi havia 3 explotacions agrícoles que ocupaven un total de 465 hectàrees.

## Equipaments sanitaris i escolars
El 2009 hi havia una escola elemental integrada dins d'un grup escolar amb les comunes properes formant una escola dispersa.

## Poblacions més properes
El següent diagrama mostra les poblacions més properes.